# سیارک ۱۱۳۲۳
سیارک ۱۱۳۲۳ (به انگلیسی: 11323 Nasu، نامگذاری:1995QC2) یازده هزار و سیصد و بیست و سومین سیارک کشف شده‌است که در ۲۱ اوت ۱۹۹۵ کشف شد.
قدر مطلق سیارک برابر ۲۲.۴ است.